# Туманинский сельсовет
 Туманинский сельсовет — административно-территориальная единица в составе городского округа города Шахуньи Нижегородской области России. До 2011 года составлял сельское поселение в рамках Шахунского района.
Административный центр — деревня Туманино.

## Населенные пункты
| №  | Населённый пункт | Тип населённого пункта          | Население |
| -- | ---------------- | ------------------------------- | --------- |
| 1  | Аверята          | деревня                         | ↘10       |
| 2  | Алешино          | деревня                         | ↘0        |
| 3  | Журавли          | деревня                         | ↘0        |
| 4  | Канава           | деревня                         | ↘0        |
| 5  | Красная Речка    | деревня                         | ↘1        |
| 6  | Макарово         | деревня                         | ↘83       |
| 7  | Малиновский      | починок                         | ↘17       |
| 8  | Малое Рыбаково   | деревня                         | ↘6        |
| 9  | Николаевский     | починок                         | ↘0        |
| 10 | Туманино         | деревня, административный центр | ↘422      |
| 11 | Тюленский        | починок                         | ↘7        |
| 12 | Фадька           | деревня                         | ↘121      |
| 13 | Чёрная           | деревня                         | ↘51       |
| 14 | Шестериково      | посёлок                         | ↘0        |